# Silvia Avegno
Silvia Avegno (Genova, 15 giugno 1997) è una pallanuotista italiana, attaccante del Mataró e capitana della Nazionale Italiana.

## Biografia
Ha iniziato la carriera nella Rari Nantes Camogli ed è poi passata alla Rapallo Pallanuoto. Dal 2019 indossa la calottina della SIS Roma (dove vince una Coppa Italia, la seconda della sua carriera dopo quella vinta a Rapallo nel 2014 e disputa una finale scudetto). Dal 2022 è in Spagna, dove indossa la calottina del Mataró; nella sua prima stagione alza al cielo la Supercoppa di Spagna e disputa la finale di Euro League, mentre nel 2024 si aggiudica il campionato spagnolo.

## Palmarès

### Club
- Coppe Italia: 2

Rapallo: 2013-14
SIS Roma: 2021-22
- Supercopa de España: 1

Mataró: 2022
- Campionato spagnolo: 1

Mataró: 2023-24

### Nazionale
- Mondiali

Fukuoka 2023: 
- Europei

Spalato 2022: 
- World League

Budapest 2019: 
- Giochi del Mediterraneo

Tarragona 2018: 